# Dnevi Slovenske vojske
Dnevi Slovenske vojske so dne, ko rodovi oz. posamezne enote Slovenske vojske praznujejo dan ustanovitve.
- 12. januar - dan vojnega letalstva Slovenske vojske
- 7. marec - dan pomorstva Slovenske vojske
- 23. marec - dan artilerije Slovenske vojske
- 30. marec - dan 74. oklepno-mehaniziranega bataljona SV
- 9. maj - dan zračne obrambe Slovenske vojske
- 15. maj - dan Slovenske vojske
- 23. maj - spominski dan mesta Maribor na Pekrske dogodke
- 1. junij - dan pehote Slovenske vojske
- 5. junij - dan inženirstva Slovenske vojske
- 9. junij - dan 15. brigade vojnega letalstva SV
- 22. junij - dan rodu zvez Slovenske vojske
- 30. junij - dan OKME Slovenske vojske
- 28. september - dan RKBO Slovenske vojske
- 26. oktober - odhod zadnjega vojaka JLA
- 17. december - dan 1. brigade Slovenske vojske